# 聖代寺
聖代寺（しょうだいじ）は、香川県高松市屋島東町にある真言宗善通寺派の寺院。本尊は不動明王で通称「屋島成田山」。四国三十六不動霊場第36番で結願所である。
- 御詠歌：成田山不動の御名を唱うれば　よろずの願い叶わぬはなし
- 納経印：当寺本尊、満願之證（賞状タイプ）

## 概要

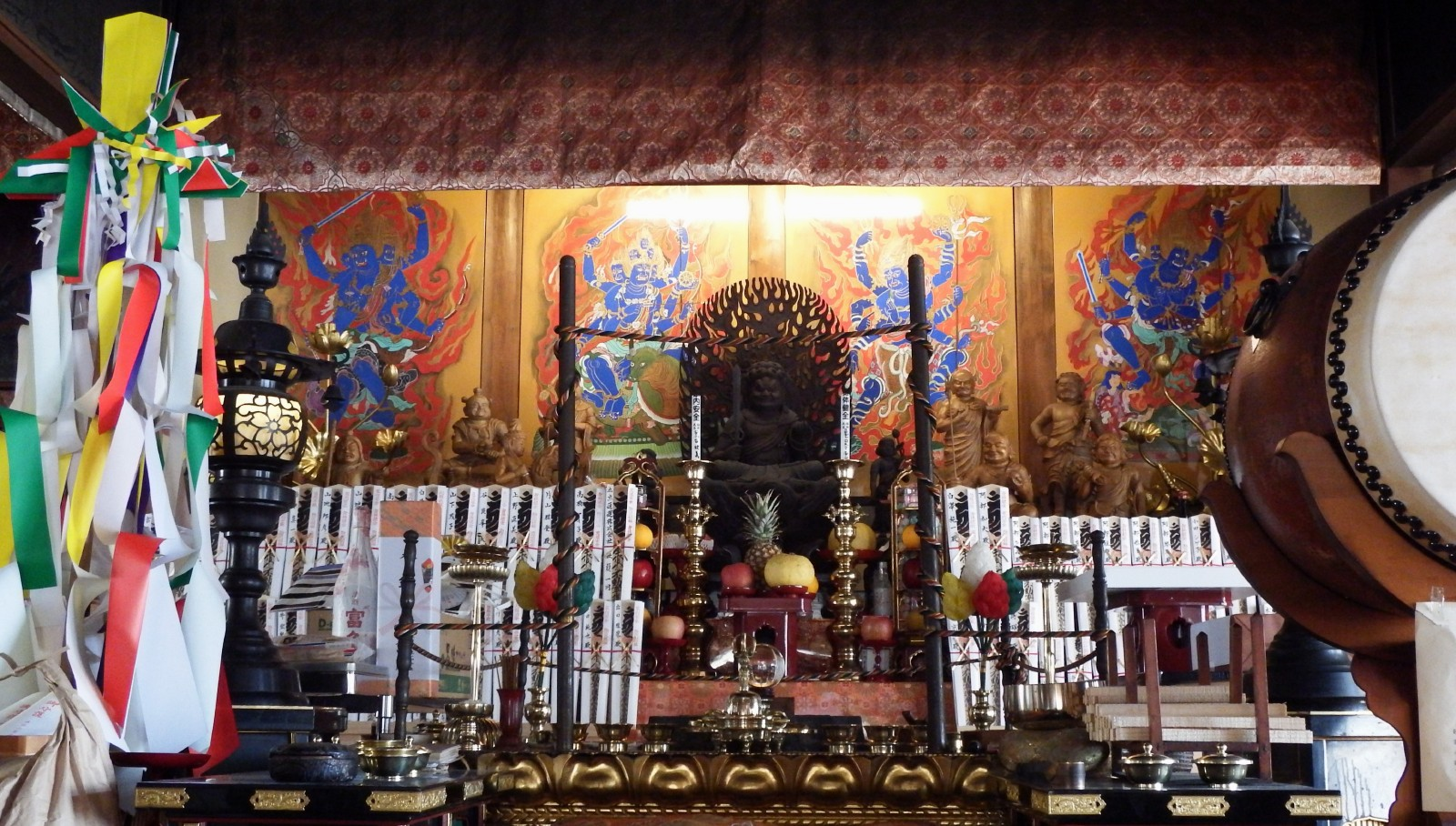
本堂内陣

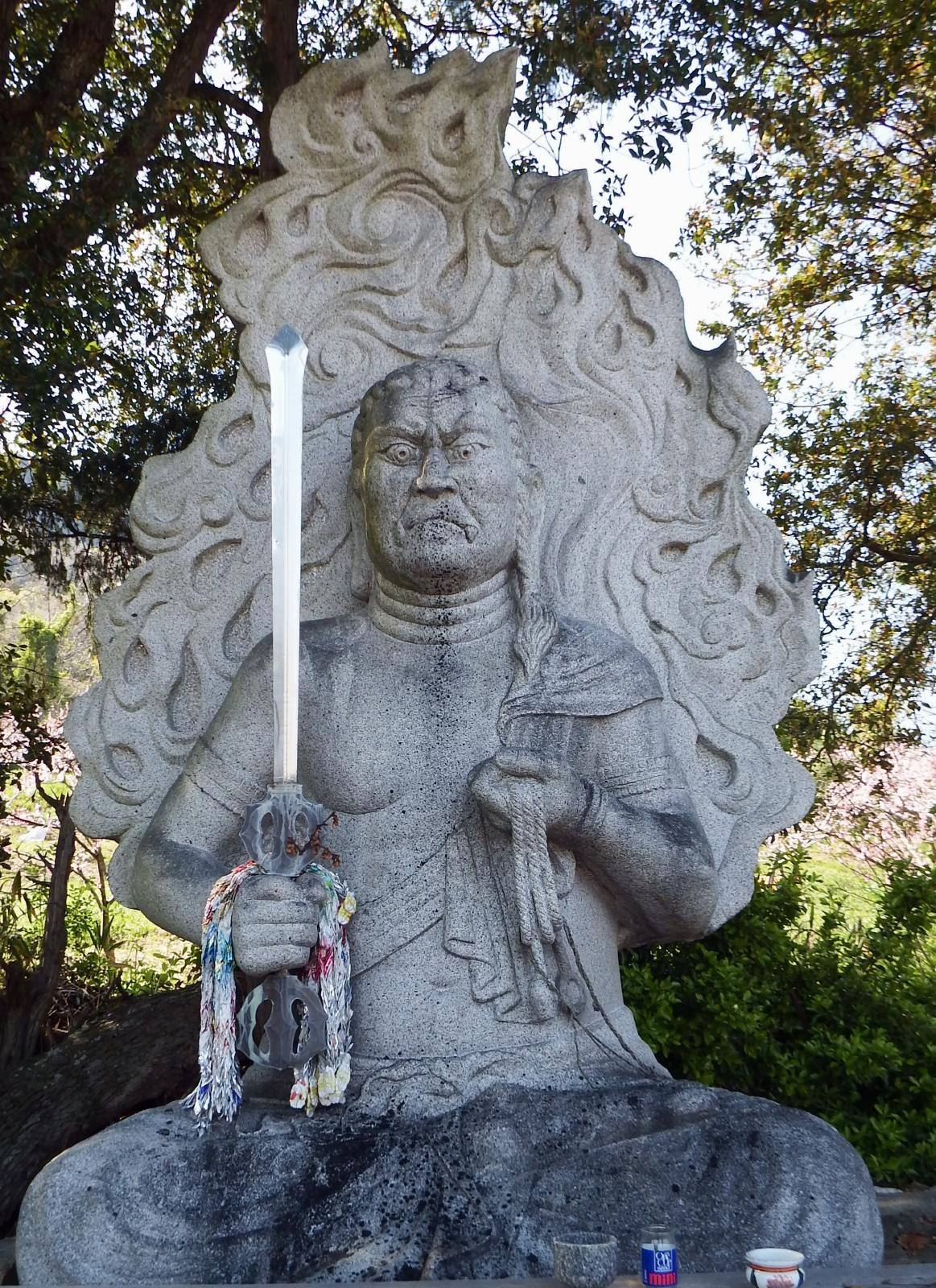
不動明王石像

境内の背後には屋島が聳え、壇ノ浦を挟んで東には八栗山こと五剣山が見渡せ、春は染井吉野が咲き誇り参拝者だけにとどまらず花見客が訪れ、それが終わるころには鬱金桜や御衣黄桜が咲く風光明媚な位置にある。なお、当境内から臨む五剣山は涅槃釈迦の横顔に見える。

### 沿革
西行は、かつて思いを寄せた旧主家徳大寺家の姫君の忘れ形見である崇徳上皇の菩提を弔うため、当地に一宇を建立した。後年、寿永4年（1185年）に源平合戦に敗れた平家の家臣が当山において、合戦に散った将兵の霊を弔ったとも云われる。
当寺の本尊・不動明王は成田山新勝寺の本尊の分身像で「身代り厄除け不動尊」として知られている。昭和32年（1957年）開眼で、青い身体に赤い火炎であったが、毎月4度（1日と15日と28日の午前6時より、および28日は午後1時よりと）の護摩の煙で真っ黒になっている。令和元年（2019年）には五大明王のうち四明王の図を不動明王の背後に設置し開眼した。 

## 伽藍
石柱門
本堂
駐車場：境内門前、無料。
駐車場より厄除坂と呼ばれる42段の石段を上がると右に本堂がある。納経所は本堂に入って玄関にあり、さらに中に上がって不動明王を直接参拝できる。

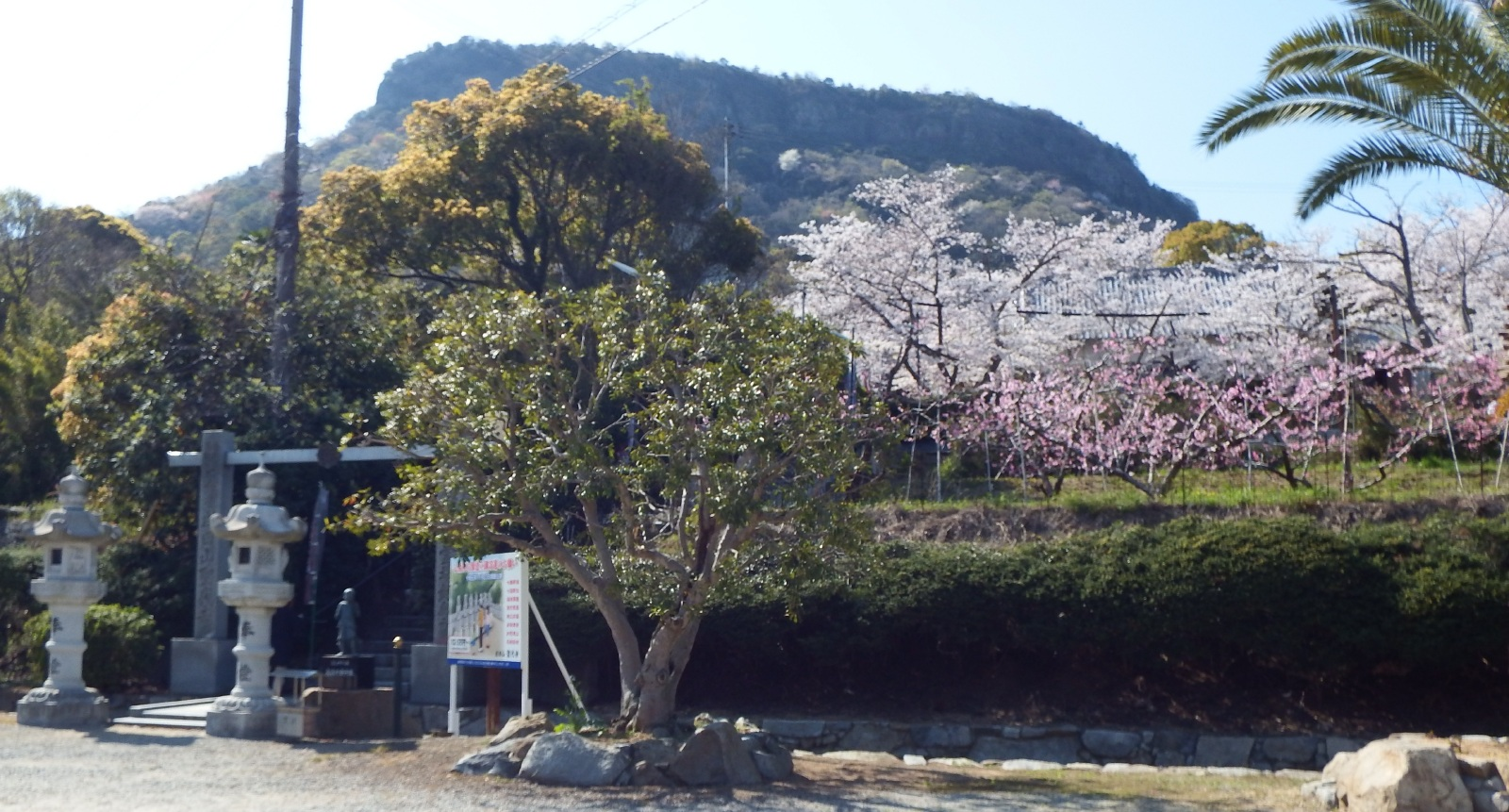
背後に屋島が
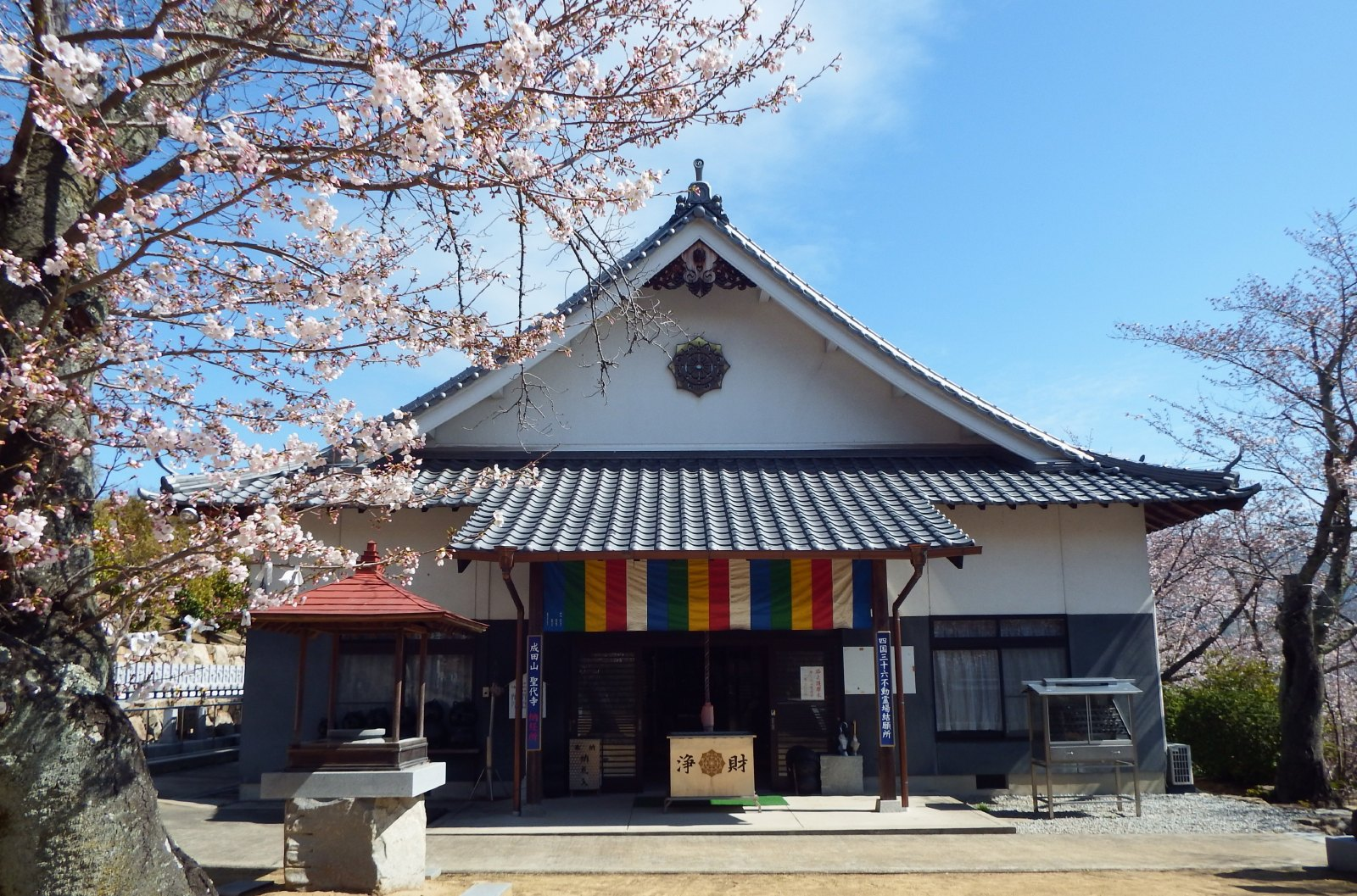
本堂
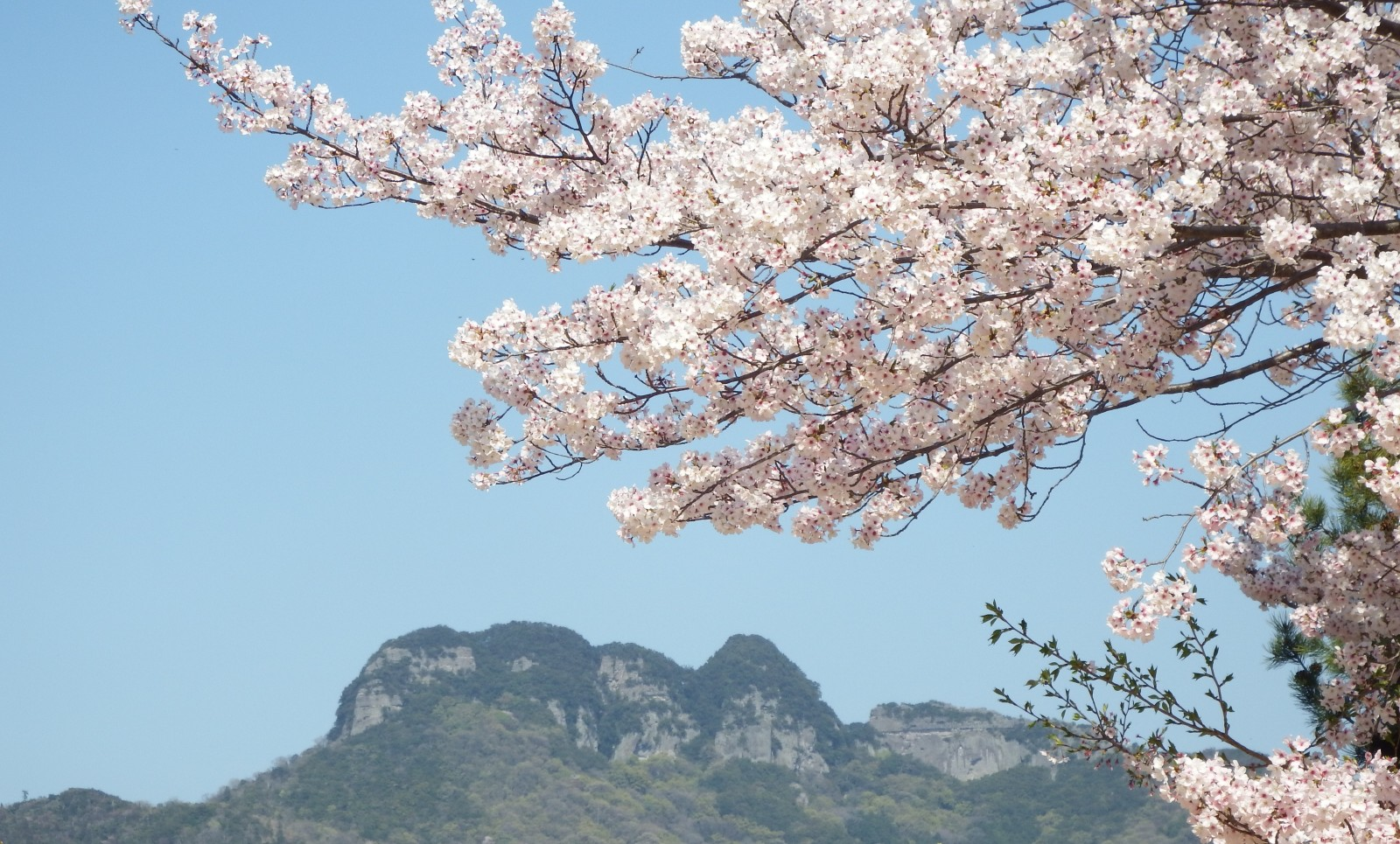
境内から臨む五剣山
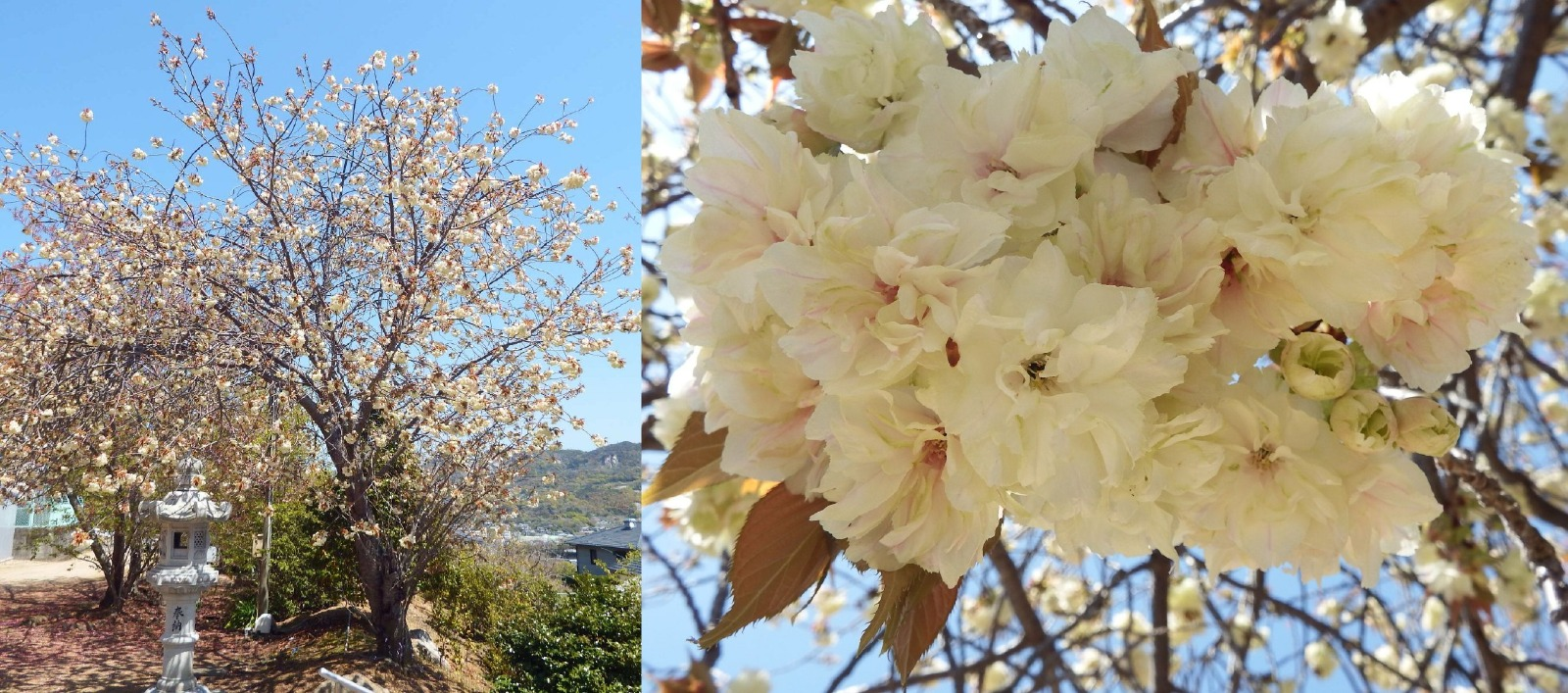
鬱金桜

## 交通アクセス
鉄道
- 四国旅客鉄道（JR四国） 高徳線 - 古高松南駅

## 前後の札所
四国三十六不動霊場
35番 厄除不動明王院 --(9.5km車20分)-- 36番 聖代寺

## 参照
1. ↑  『四国三十六不動霊場　ガイドブック』荒木宥雄・代表